# استیون بری
استیون بری (انگلیسی: Stephen Bray؛ زادهٔ ۲۳ دسامبر ۱۹۵۶) یک ترانه‌سرا، و تهیه‌کننده موسیقی اهل ایالات متحده آمریکا است.